# Askersunds tidning (1857)
Askersunds Tidning var en dagstidning med endagarsutgivning under tiden 19 september 1857 till 28 december 1878 då tidningen upphörde. Tidningens fullständiga titel hade tillägget Södra Nerikes nyhets- och annonsblad från den 9 februari 1875.  

## Historik
Utgivningsbevis för tidningen utfärdades för boktryckaren Carl Isak Fahlgren den 21 augusti 1857 och läroverkskollegan filosofie doktor Jonas Gustaf Wilhelm Palmberg den 5 februari 1878, som även redigerat tidningen. Tidningen fortsattes av Askersunds Weckoblad. Tidningen kom ut lördagar med 4 sidor i folioformat med tre spalter på satsytan 35 - 37,4 x 21,5 cm 1857-1870 och sedan 4 spalter på satsytan 37,8 x 25 cm 1871-1878. 1857 kostade tidningen 40 skilling banco och därefter 3 riksdaler banco.
Tidningen trycktes hos C. I. Fahlgren från 1857 till 2 februari 1878 och sedan hos Maria E. Andersson från 11 februari 1878 till nedläggningen. Typsnitt var frakturstil och antikva.